# Jiří Jeníček
Jiří Jeníček (8. března 1895, Beroun – 22. února 1963, Praha) byl český fotograf a filmař. Je též autorem teoretických textů z obou oblastí. K fotografování se dostal po první světové válce, jíž se zúčastnil jako voják. Od roku 1936 byl členem fotografické sekce SVU Mánes, posléze Svazu čs. výtvarných umělců. V letech 1936–1938 točil krátké filmy pro armádu. Fotografii považoval za prostředek zachycení skutečného života. Tento názor také propagoval na československé umělecké scéně.

## Životopis
Narodil se v rodině hostinského Jeníčka 8. března 1895 v Berouně. V mládí hrál na housle a na klavír, po maturitě se chtěl věnovat hudební vědě a estetice. Navštěvoval přednášky mj. Otakara Zicha. V roce 1916 však musel jít bojovat. Po skončení války již z finančních důvodů nemohl pokračovat ve studiích, a tak se rozhodl stát se vojákem z povolání. Právě během této doby se dostal k fotografování. Jako jeho první práce byly otištěny dvě krajinářské fotografie (v časopisech Rozhledy a Fotografický obzor). Ve dnech 9. až 27. března roku 1928 se konal 1. mezinárodní fotografický salon v Praze; ze zahraničních účastníků jmenujme například Hugo Erfurtha, Maxe Fiedlera nebo Maxe Thorka, z československých fotografů se zúčastnili například Ladislav Koželuh, Jaroslav Krupka a další. Jeníček se také zapojil, ale nebyl s konzervativním, piktoralistickým duchem výstavy příliš spokojen. Vystoupil též proti konstruktivismu, který považoval za nepravou cestu vpřed. Ve třicátých letech byl velmi aktivní jako teoretik, snažil se seznamovat tuzemskou scénu s novými trendy, kritizoval tradicionalismus. V jeho textech i fotografiích se mísily prvky reportáže a nové věcnosti. Kvůli svému pevnému postoji se často dostával do střetů s vlivnými funkcionáři Klubu přátel amatérské fotografie, kterého byl členem. V únoru 1932 se jeho práce objevily na výstavě Moderní duch ve fotografii v Londýně. Spolu s dalšími českými umělci, jako byli František Drtikol nebo Josef Sudek, zde úspěšně reprezentoval. Ze 151 vystavených snímků tvořily fotografie Čechoslováků přibližně pětinu.
Od roku 1935 začal točit krátké filmy pro armádu. Za film Československá armáda s hudbou E. F. Buriana dostal státní cenu. V roce 1936 předsedal první schůzi fotografické sekce SVU Mánes. V roce 1946 se zúčastnil série výstav československé fotografie v severských zemích. První se uskutečnila ve Stockholmu, další následovaly v Göteborgu, Oslu a Kodani.
Zemřel 22. února 1963 v Praze.

## Publikace
V roce 1947 vydal fotografické knihy Chrám sv. Víta v obrazech a Vojáci v horách. Ve stejném roce vyšla jeho teoretická práce Fotografie jako zření světa a života a také technikou a kompozicí se zabývající Úvahy o fotografii. O rok později mu vyšla kniha Praha jasem okřídlená s předmluvou od Jaroslava Seiferta. Svou publicistickou činností upomínal na velká jména historie české fotografie.